# Вольный (Брянская область)
Вольный — поселок в Стародубском муниципальном округе Брянской области.

## География
Находится в южной части Брянской области на расстоянии приблизительно 13 км на север от районного центра города Стародуб.

## История
На карте 1941 года был отмечен как поселок с 8 дворами. До 2020 года входил в состав Меленского сельского поселения Стародубского района до их упразднения.

## Население
Численность населения: 12 человек в 2002 году (русские 100 %), 3 в 2010.